# Comté de Nice (ferry)
Pour les articles homonymes, voir Comté de Nice.
Le Comté de Nice  est un ferry construit de 1965 à 1966 aux Chantiers et Ateliers de Provence à Port de Bouc pour la Compagnie générale transatlantique. Dernière unité construite par ces chantiers avant leur faillite, il était initialement nommé Provence avant d'être rebaptisé alors que sa construction n'était pas encore achevée. Mis en service en juillet 1966, il était à l'origine principalement affecté au trafic estival entre Nice et la Corse avec son jumeau le Corse. Transféré successivement à la Compagnie générale transméditerranéenne en 1969 puis à la SNCM en 1976, le navire continue de desservir la Corse jusqu'à son retrait en 1982. Cédé en 1983 à l'armateur grec Oia Naftiki Eteria, il est renommé Naïas II (Ναϊάς II, Naïás II) et affecté aux liaisons entre Le Pirée et les Cyclades. Il sera acquis en 1989 par la compagnie Agapitos puis transféré en 1999 au sein d'Hellas Ferries qui le renommera Express Naïas (Εξπρές Ναϊάς, Exprés Naïás). Immobilisé fin 2001 à la suite du naufrage meurtrier de son jumeau survenu un an plus tôt, le navire est finalement démoli aux chantiers turcs d'Aliağa en 2003.

## Histoire

### Origines
Au début des années 1960, le trafic maritime entre le continent et la Corse enregistre une hausse constante. Majoritairement concentrée sur les trois mois d'été en raison du tourisme estival, cette augmentation se caractérise par la demande croissante des passagers accompagnés d'un véhicule. Cette tendance pose alors problème à la Compagnie générale transatlantique qui constate une inévitable saturation, et ce malgré la mise en service du ferry Napoléon en 1960 et le renfort estival des paquebots habituellement affectés sur le Maghreb. Face à cette situation, la Transat se voit contrainte de se doter de moyens supplémentaires à court terme. À l'issue de deux études menées en 1962 et en 1963, il est estimé que quatre car-ferries dotés d'une capacité importante et d'une vitesse élevée seront nécessaires afin de pouvoir proposer un nombre plus élevé de traversées dans l'optique de faire face aux prévisions d'une augmentation massive de la demande à l'horizon 1967-1968. En 1964, le futur plan de flotte est validé, deux car-ferries de configuration jour/nuit seront positionnés essentiellement depuis Marseille tandis que deux car-ferries de jours seront basés à Nice en été et employés en tant que cargos le reste de l'année sur l'Afrique du Nord.
Peu de temps après avoir engagé la conception du second car-ferry, la Transat poursuit le programme de rénovation de la flotte avec la définition des navires de jour. Afin d'assurer un maximum de rotations depuis Nice en saison, ces derniers devront être capables d'atteindre au minimum une vitesse de 20,5 nœuds. Les ports de Nice et Calvi étant distants de seulement 95 miles, la Transat souhaite naturellement que ceux-ci soient reliés. Cependant, à l'instar de la plupart des ports insulaires, celui de Calvi ne dispose à cette époque que d'infrastructures restreintes, ce qui risquerait d'avoir des répercussions sur la longueur des navires, or, un aller-retour quotidien nécessite une vitesse suffisante conditionnée par le rapport entre la longueur du navire et la puissance de l'appareil propulsif. Cette problématique sera toutefois rapidement résolue grâce à des travaux d'aménagement du port de Calvi, ainsi, une longueur proche de 120 mètres peut être envisagée, pour une puissance de 18 000 chevaux et une vitesse de 22 nœuds en service, permettant de rallier Nice en 5h10 seulement. Prévus pour être essentiellement employés sur des traversées de jour, les installations se composent ainsi uniquement de fauteuils en 1re et 2e classe et de sièges sur les ponts extérieurs en 4e classe. La configuration de ces navires se caractérise également par l'absence de structure de restauration classique au profit d'un système de restauration simplifié avec plateaux-repas et buffets. Les horaires envisagés, pour une desserte en priorité sur Calvi, sont établis afin de permettre la correspondance avec les trains auto-couchettes de la SNCF de la ligne Paris - Nice. Afin d'assurer les plus courtes escales possibles, il est prévu que les chargements des véhicules, des colis postaux ou des soutes frigorifiques s'effectuent simultanément.
Afin de garantir une mise en service simultanée pour l'année 1966, la construction des deux navires sera confiée à deux chantiers navals différents. Le Corse sera construit par les Chantiers de l'Atlantique de Saint-Nazaire tandis que son sister-ship, le Provence, sera construit aux Chantiers et Ateliers de Provence à Port-de-Bouc.

### Construction
La construction du Provence commence le 14 mai 1965 avec la mise sur cale des premiers éléments de la coque. Après neuf mois d'assemblage, le navire est lancé le 24 février 1966. À ce moment-là, le chantier de Port-de-Bouc traverse une très grave crise sociale, ne pouvant plus payer ses fournisseurs, ce qui engendre grèves et manifestations dans la ville car son carnet de commande est vide. Le Provence est le dernier navire construit par le chantier, qui dépose le bilan peu de temps après la mise à l'eau, qui s'effectue sans aucun cérémonial.
Le 7 mars, malgré le blocage des ouvriers du chantier, la coque est prise par deux remorqueurs et acheminée aux chantiers de La Ciotat où les travaux de finitions sont réalisés en un peu plus de quatre mois. Entre-temps, le navire change de nom et devient le Comté de Nice. Il effectue ses premiers essais en mer le 11 juillet au large des îles d'Hyères avant d'être livré avec une semaine d'avance à la Compagnie générale transatlantique le 27 juillet 1966 à 15h00. Le navire est construit à l'identique du Corse son sister-ship voué à la même utilisation, assemblé en même temps que lui aux Chantiers de l'Atlantique pour être mis simultanément en service. Il se démarque toutefois par l'écusson du Comté de Nice apposé à la pointe de l'étrave ainsi que son nom inscrit en doré, au lieu du bleu pour son jumeau.

### Service

#### Compagnie générale transatlantique (1966-1969)
Tout juste livré, le Comté de Nice, achevé et prêt à partir, est béni aux chantiers de La Ciotat par l’abbé Bonelli, curé doyen de la ville, le 27 juillet 1966. Sa marraine est Mme Morin, épouse du Secrétaire général de la marine marchande. Une sortie en mer est effectuée à la suite de la cérémonie en présence de nombreuses personnalités. Le lendemain, le navire quitte les chantiers pour rejoindre Marseille où il accoste à 11h00 au poste 91. Le 30 juillet, le navire appareille de Marseille pour son voyage inaugural vers la Corse,. Sa première saison estivale est toutefois troublée par une avarie au niveau des machines survenue le 12 août, conduisant à son immobilisation jusqu'au mardi 16 août suivant. Le lendemain, après avoir appareillé de Nice à 10h15 pour rejoindre Calvi, le Comté de Nice est contacté par Grasse Radio afin de porter assistance au voilier Figaro 6 en difficulté non loin de Calvi. À 12h55, par un fort vent et une houle avec creux de deux à trois mètres, le navire parvient à atteindre le voilier et les neuf passagers sont transférés à bord par la porte de la coupée habituellement réservée au pilote. En raison des très mauvaises conditions de la mer, le voilier est abandonné et le Comté de Nice reprend sa route vers Calvi,.
Durant l'arrêt technique de garantie du 23 janvier au 10 mars 1967 aux chantiers de La Ciotat, le Comté de Nice, tout comme son sister-ship le Corse, subit quelques modifications. Le salon fauteuil situé sur le pont supérieur est agrandi, tous les bancs extérieurs situés sur l'arrière  sous les bâches sont attribués à la 4e classe, qui passe ainsi de 180 à 356 places assises, et les locaux de l'équipage sont modifiés. En plus de ces interventions, le casque d'étrave est redressé et renforcé à la suite d'un incident survenu en novembre 1966 par gros temps. La pièce de l'étrave mobile a en effet été endommagée et temporairement condamnée. Durant les travaux, son verrouillage est ainsi amélioré, son poids augmenté et son angle d'ouverture allongée. Ces transformations ont pour principal effet d'augmenter le tonnage des deux navires qui est porté à 4 555 tonneaux.

#### CGTM (1969-1976)
En 1969, la Compagnie générale transatlantique décide de fusionner ses services méditerranéens avec la Compagnie de navigation mixte. Le 1er juillet, le Comté de Nice, tout comme la plupart des navires de la Transat naviguant en Méditerranée, est transféré au sein d'une nouvelle entité baptisée Compagnie générale transméditerranéenne (CGTM). À l'occasion, les cheminées rouges et noires du navire se voient parées d'une bande blanche.
Au cours de l'été, le 16 août, alors que le navire effectue une traversée entre Nice et Ajaccio par vent d'ouest de force 8 et une houle importante, des passagers aperçoivent vers 11h50 un homme à la mer. Aussitôt, le barman de la buvette de la 4e classe alerte la passerelle et des bouées sont lancées tandis que le car-ferry fait demi-tour. À 12h10 l'homme est aperçu sur tribord. Dans l'impossibilité de déborder une embarcation de sauvetage en raison de l'état de la mer, des échelles de cordes sont déroulées le long des deux côtés. À 12h33, le naufragé est secouru par le maître d'équipage et transféré à bord. Celui-ci avait chuté d'un yacht quelques heures auparavant. Il est alors pris en charge par un médecin qui voyageait à bord et sera hospitalisé dès l'arrivée à Ajaccio.
Quelques mois plus tard, le 11 décembre, durant une escale à Skikda en Algérie, l'équipage constate l'absence du safran tribord, probablement perdu en raison des très mauvaises conditions météorologiques des jours précédents. Dès son retour à Marseille le 13 décembre, le Comté de Nice entre en cale sèche pour réparations.
Le 30 août 1970, au cours d'un voyage entre Calvi et Nice, par mer peu agitée et vent Sud-Ouest de force 3, le radio reçoit à 17h30 une demande d'assistance du yacht Norka III. Le Comté de Nice fait alors demi-tour pour rejoindre le yacht en difficulté. Arrivé au niveau de celui-ci à 18h28, il recueille les deux passagers de l'embarcation sinistrée par une de ses rampes latérales avant de reprendre à 18h40 sa route vers Nice.
Le 22 janvier 1971, alors qu'il se trouve au large de la Sardaigne durant une traversée entre Skikda et Marseille, par vent de force 8 et mer forte, le Comté de Nice reçoit à 1h40 un message de Cagliari Radio affirmant qu'un pétrolier sous pavillon libérien du nom d’Universal Patriot est en détresse à la suite d'une explosion et d'un incendie. Immédiatement, le navire se déroute pour se rendre sur les lieux signalés du naufrage. Alors qu'il se dirige à la position indiquée, à 5h58, aucun écho radar ni du navire en détresse ni d'embarcation ne sont repérées. À 6h12, à la suite de renseignements fournis par le navire danois Mercantine, également sur les lieux, le Comté de Nice fait route à faible vitesse vers un point où des fusées rouges de détresse ont été aperçues. À 6h50 puis à 7h00, des signaux rouges sont repérés. À 7h15, le Mercantine qui se dirige également vers ces mêmes signaux, repêche six naufragés dans une embarcation. À 7h20, une autre embarcation est repérée, le car-ferry manœuvre alors afin de s'en rapprocher. Des échelles de cordes sont déroulées le long du flanc et un câble est lancé à l'embarcation afin que celle-ci soit arrimée au ferry. Deux naufragés se hissent à bord, mais l'opération est interrompue car jugée trop risquée en raison d'un fort roulis ainsi que des potentielles blessures des naufragés restants sur le canot. Profitant par la suite d'une relative accalmie, l'équipage décide d'ouvrir une porte latérale sur bâbord afin que les neuf naufragés restant puissent embarquer. Mais durant l'opération le violent roulis reprend et trois vagues heurtent le car-ferry, occasionnant des blessures à deux rescapés et l'inondation des locaux de l'équipage. Par mesure de sécurité, les portes étanches sont immédiatement fermées. À 8h10, l'opération de sauvetage terminée, le Comté de Nice poursuit ses recherches en liaison avec Cagliari Radio dans les parages, sans succès. À 11h54, le navire quitte les lieux de recherche, après autorisation, et fait de nouveau route vers Marseille qu’il atteint le lendemain à 16h30.
Le 24 juin 1974, le Comté de Nice inaugure les nouvelles infrastructures portuaires de L'Île-Rousse et marque le rétablissement des liaisons reliant la ville avec le continent qui étaient interrompues depuis 1966. Pour l'occasion, l'arrivée et l'accostage du navire est saluée par les cloches de l'église. Durant le débarquement des passagers, c'est un enfant de la ville, âgé de cinq ans à qui revient l'honneur de descendre en premier de la coupée sous les acclamations de la population massée sur le quai et la musique de la Légion étrangère. Une fête est ensuite organisée sur la place Paoli.

#### SNCM (1976-1983)
En 1976, dans le cadre de la mise en place de la continuité territoriale, la CGTM est nationalisée et devient la Société nationale maritime Corse-Méditerranée (SNCM). À l'instar des autres navires de la compagnie, le Comté de Nice intègre la flotte du nouvel armement le 16 mars. Plus tard la même année, une avarie technique conduit à son immobilisation du 19 au 22 juin.
À la fin des années 1970, en adéquation avec le programme de renouvellement de la flotte décidé au début de la décennie, la SNCM commence à se pencher sur le remplacement des jumeaux Corse et Comté de Nice dont l'échéance avait été fixée à l'horizon 1982. Malgré des performances toujours satisfaisantes, les deux navires sont cependant jugés peu confortables. Le 5 février 1980 une lettre signée conjointement par les ministres des Transports et du Budget invite la SNCM à lever l'option prévue dans le contrat de construction du futur remplaçant du Corse et à passer commande d'un navire répondant aux mêmes caractéristiques générales. Ce navire devant remplacer le Comté de Nice est alors prévu pour entrer en service en 1983.
Dans la nuit du 17 au 18 août 1982, alors que le navire vient de quitter Calvi pour Nice par vent d'ouest de force 7, trois fusées rouges sont aperçues à 23h53 au large du phare de la Revellata. Le Comté de Nice se déroute alors en direction de ces fusées et repère à 0h30 la vedette Aquarius III, victime d'une avarie au niveau du gouvernail, avec cinq passagers à son bord. Après avoir pris contact avec le skipper, un câble est passé à la vedette afin que celle-ci puisse être arrimée au navire, mais à la suite d'un violent coup de roulis, le câble se rompt. Le Comté de Nice manœuvre de nouveau pour se rapprocher et de nouveaux câbles sont lancés. Une fois l'opération réussie, le maître d’équipage descend, suivi de deux matelots, afin de transférer les occupants à bord du car-ferry. Le sauvetage terminé, le maître d'équipage et le dernier matelot quittent l'embarcation à 1h14. Une fois avoir signalé au CrossMed la présence de la vedette à la dérive, le Comté de Nice reprend sa route.
À l'issue de la saison estivale 1982, dans la matinée du 28 septembre, le Comté de Nice quitte une dernière fois Nice pour une ultime traversée à destination de Bastia. Le lendemain à 9h00, il appareille et quitte définitivement la Corse. Arrivé à Marseille dans la soirée, il achève sa toute dernière traversée commerciale pour le compte de la SNCM. En prévision de l'arrivée du nouveau Corse, il est désarmé puis mis en vente. Le 27 mai 1983, il est cédé à l'armateur grec Oia Naftiki Eteria pour la somme de 1,5 million de dollars.

#### Kriton/Agapitos/Hellas Ferries (1983-2003)
Livré à son nouveau propriétaire, le navire est rebaptisé Naïas II. Après quelques travaux, consistant notamment en la réfection du bulbe d'étrave, la modifications des aménagements intérieurs et l'ajout sur sa cheminée des logos de la compagnie Kriton, le car-ferry est mis service dans le courant de l'année 1983 entre le Pirée et les îles grecques de Syros, Tínos et Mykonos en remplacement de l'ancien paquebot Naïas. Au cours des années 1980, le navire connaîtra d'autres modifications telles que l'allongement de sa plage arrière.
En juillet 1989, la compagnie Kriton cesse ses activités, le Naïas II ainsi que la licence d'exploitation de la ligne sont alors revendus à l'armateur Agapitos Bros. Le navire conserve ainsi son exploitation initiale mais également son nom. Il retrouve par ailleurs au sein de la flotte d'Agapitos son sister-ship l'ex-Corse qui navigue pour la compagnie sous le nom de Golden Vergina.
En 1998, la compagnie Agapitos est rachetée par la société Minoan Flying Dolphins dans le cadre d'un projet de constitution d'un réseau détenu par un armement unique en mer Égée. Transféré en décembre 1999 au sein de la flotte de la compagnie Hellas Ferries, le navire est renommé Express Naïas et remis en service courant 2000 sur son itinéraire habituel. Le 28 septembre cependant, un tragique évènement va grandement influer sur le destin du navire. Ce jour-là en effet, son sister-ship naviguant également pour Hellas Ferries sous le nom d’Express Samina fait naufrage à proximité de l'île de Páros après avoir heurté des rochers à l'entrée du port de Parikiá en raison principalement de la négligence de son équipage et d'une erreur de navigation. L'accident, qui coûtera la vie à 81 personnes, aura un impact retentissant dans toute la Grèce ainsi que des répercussions sur les normes nationales de sécurité concernant les ferries. S'agissant du sister-ship du navire naufragé et ayant dépassé les 35 ans de navigation, l‘Express Naïas est retiré du service en octobre 2001. Désarmé à Drapetsóna, il reste immobilisé jusqu'à sa vente à la casse en avril 2003. Acheminé au chantier de démolition d'Aliağa en Turquie, il est échoué et démantelé,.

## Aménagements
À sa mise en service, le Comté de Nice proposait, comme son sister-ship le Corse, 924 places assises en 1re et 2e classe en salons-fauteuils pullman, un bar-buffet, un bar avec piste de danse, et une boutique. Des films étaient projetés par télé-cinéma dans les salons pullman sur plusieurs écrans de télévision installés sur les plafonds. Les 4e classe pouvaient profiter d'une buvette sur le pont supérieur. Des plateaux repas étaient en vente dans tout le bateau. Le navire ne disposait pas de cabines, du fait qu'il effectuait principalement des traversées de jour. Au début de son exploitation, durant la basse saison, le Comté de Nice était employé entre Marseille et l'Algérie. À cet effet, à chaque arrêt technique d'après saison, le navire était reconditionné avec l'aménagement de dortoirs équipés de couchettes superposées.

## Caractéristiques
Le Comté de Nice mesurait 115 mètres de longueur pour 18,10 mètres de large, son tonnage était de 4 555 UMS. Le navire avait une capacité de 1 408 passagers et était pourvu d'un garage pouvant contenir 215 véhicules répartis sur deux ponts, le garage était accessible par deux portes rampes, une sur l'étrave de 2,80 mètres de large et quatre mètres de haut et une sur le tableau arrière de trois mètres de large et quatre mètres de haut, plusieurs portes complémentaires étaient également situées sur les flancs. La propulsion du navire était assurée par deux moteurs diesel Pielstick 16PC2V, 16 cylindres en V, et développant une capacité de 10 945 kW (environ 14 900 chevaux) entraînant deux hélices ACN à pas variables faisant filer le bâtiment à 21,5 nœuds. Le Comté de Nice était aussi doté d'un propulseur d'étrave Pleuger de 500 chevaux et de deux stabilisateurs anti-roulis à ailerons repliables Denny Brown AEG. Le navire disposait de six embarcations de sauvetage motorisées de taille moyenne.

## Lignes desservies
Durant sa carrière sous pavillon français au sein de la Compagnie générale transatlantique, de la CGTM puis de la SNCM de 1966 à 1982, le Comté de Nice desservait principalement la Corse en saison estivale depuis Nice vers Calvi, Bastia et Ajaccio ainsi que L'Île-Rousse à partir de 1974. Le navire était essentiellement employé sur des traversées de jour mais effectuait également des traversées de nuit. Il arrivait aussi parfois qu'il effectue des rotations depuis Toulon ou Marseille.
Lors de son service sous pavillon grec de 1983 à 2001, le navire naviguait depuis Le Pirée vers les îles de Syros, Tinos et Mykonos.